# Discografia de Conchita Wurst
A discografia da cantora austríaca Conchita Wurst consiste em um álbum de estúdio e oito canções lançadas como singles. Os dois primeiros singles da cantora, "Unbreakable" e "That's What I Am", ficaram entre as quarenta primeiras colocações da tabela musical austríaca Ö3 Austria Top 40. Após a vitória de "Rise Like a Phoenix" no Eurovision Song Contest 2014, a música entrou em diversas listas de canções mais vendidas da Europa. "Rise Like a Phoenix" atingiu o primeiro lugar na Áustria, onde recebeu a certificação de platina, e ficou entre as dez principais colocações em dez nações. Em outras regiões de língua alemã, a faixa alcançou os números dois e cinco na Suíça e na Alemanha, respectivamente. Em países de língua inglesa, "Rise Like a Phoenix" obteve seu melhor resultado na Irlanda, onde chegou na décima posição, e também ficou na 17.ª colocação no Reino Unido.
O álbum de estreia de Wurst, Conchita, foi lançado em 2015 pela gravadora Sony Music Austria. O disco estreou em primeiro lugar na Áustria e também entrou nas tabelas de países não europeus como Austrália e Coreia do Sul. O material foi precedido pelos singles "Heroes" e "You Are Unstoppable", que ficaram entre as vinte principais posições na Áustria. A videografia relacionada de Wurst inclui três vídeos de singles da cantora.
| Siglas de países utilizadas (de acordo com ISO 3166-1 e ISO 3166-2) | |
| \| - AUS: Austrália - AUT: Áustria - CHE: Suíça - DEU: Alemanha - DNK: Dinamarca - ESP: Espanha - FRA: França - FIN: Finlândia \| - GBR: Reino Unido - IRL: Irlanda - ITA: Itália - KOR: Coreia do Sul - NLD: Países Baixos (Holanda) - SWE: Suécia \| | |
| - AUS: Austrália - AUT: Áustria - CHE: Suíça - DEU: Alemanha - DNK: Dinamarca - ESP: Espanha - FRA: França - FIN: Finlândia | - GBR: Reino Unido - IRL: Irlanda - ITA: Itália - KOR: Coreia do Sul - NLD: Países Baixos (Holanda) - SWE: Suécia |

## Álbuns de estúdio
| Detalhes do álbum                                                                                             | Melhores posições atingidas | Melhores posições atingidas | Melhores posições atingidas | Melhores posições atingidas | Melhores posições atingidas | Melhores posições atingidas | Melhores posições atingidas | Melhores posições atingidas | Melhores posições atingidas | Melhores posições atingidas | Vendas     | Certificações  |
| Detalhes do álbum                                                                                             | AUT                         | AUS                         | CHE                         | DEU                         | ESP                         | FIN                         | FRA                         | ITA                         | KOR                         | NLD                         | Vendas     | Certificações  |
| --- | --------------------------- | --------------------------- | --------------------------- | --------------------------- | --------------------------- | --------------------------- | --------------------------- | --------------------------- | --------------------------- | --------------------------- | ---------- | -------------- |
| Conchita - Lançamento: 15 de maio de 2015 - Gravadora: Sony Music Austria - Formato(s): CD e download digital | 1                           | 26                          | 6                           | 23                          | 48                          | 28                          | 138                         | 30                          | 96                          | 67                          | - KOR: 169 | - AUT: Platina |

## Singles

### Como artista principal
| 2011                                                                   | "Unbreakable"           | 32 | — | —  | — | — | — | —  | —  | —  | —  | — | —  |                | Obra sem álbum |
| 2012                                                                   | "That's What I Am"      | 12 | — | —  | — | — | — | —  | —  | —  | —  | — | —  |                | Obra sem álbum |
| 2014                                                                   | "Rise Like a Phoenix"   | 1  | 2 | 5  | 6 | 8 | 2 | 39 | 17 | 10 | 26 | 3 | 27 | - AUT: Platina | Conchita       |
| 2014                                                                   | "Heroes"                | 4  | — | —  | — | — | — | —  | —  | —  | —  | — | —  |                | Conchita       |
| 2015                                                                   | "You Are Unstoppable"   | 13 | — | 67 | — | — | — | —  | —  | —  | —  | — | —  |                | Conchita       |
| 2015                                                                   | "Firestorm"1            | 45 | — | —  | — | — | — | —  | —  | —  | —  | — | —  |                |                |
| 2015                                                                   | "Colours of Your Love"1 | —  | — | —  | — | — | — | —  | —  | —  | —  | — | —  |                |                |
| "—" indica uma obra que não entrou na tabela musical do país indicado. |                         |    |   |    |   |   |   |    |    |    |    |   |    |                |                |

### Como artista participante
| Ano  | Obra                                                        | Álbum          |
| ---- | ----------------------------------------------------------- | -------------- |
| 2014 | "My Lights" (Axel Wolph com participação de Conchita Wurst) | Obra sem álbum |

## Vídeos musicais
| Ano  | Obra                  | Diretor        |
| ---- | --------------------- | -------------- |
| 2014 | "Rise Like a Phoenix" | Florian Würtz  |
| 2014 | "Heroes"              | Clemens Purner |
| 2015 | "You Are Unstoppable" | Tobias Pichler |